# Будівля Міцуї
Shinjuku Mitsui Building (яп. 新宿三井ビル) — це хмарочос у Сіндзюку, районі Токіо, заввишки 224 метри. Зараз це восьма за висотою будівля у місті, також вона була найвищою у Токіо і Японії в період з вересня 1974 по березень 1978 року, коли було завершено будівництво Sunshine 60.
Хмарочос побудований в стилі американських будинків, які були створені в цей же час. Особливістю будівлі є чорні канали, які перекроюють будинок зі східного та західного боку. В основі будівлі розташовані сад зі ставком та велика площа. На додаток до саду зі ставком, є ще один — розташований на даху.